# Kabwa jezik
Kabwa jezik (ISO 639-3: cwa; ekikabwa, kikabwa), nigersko-kongoanski jezik iz Tanzanije, kojim govori oko 8 500 ljudi (SIL 2005) u regiji Mara.
Pripada centralnoj bantu skupini u zoni E, i s 9 drugih jezika čini podskupinu Kuria (E.10)

## Vanjske poveznice
- Ethnologue (14th)
- Ethnologue (15th)